# Hraunhafnarvatn
Hraunhafnarvatn är en sjö på Island. Dess yta är 2.9 km2.